# Гамбро-Даско (Модена)
Гамбро-Даско је насеље у Италији у округу Модена, региону Емилија-Ромања.
Према процени из 2011. у насељу је живело 3 становника. Насеље се налази на надморској висини од 26 м.